# 1398년

## 연호
- 명(明) 홍무(洪武) 31년
- 일본(日本) 오에이(応永) 5년
- 쩐 왕조(陳朝) 꽝타이(光泰) 11년 / 끼엔떤(建新) 원년

## 기년
- 명(明) 태조 홍무제(太祖 洪武帝) 31년
- 조선(朝鮮) 태조(太祖) 7년
- 쩐 왕조(陳朝) 순종(順宗) 11년 / 소제(少帝) 원년

## 사건
- 조선 성균관 건립.
- 10월 6일(음력 8월 26일) - 조선에서 이방원 등이 정도전, 남은, 박위, 유만수, 장지화, 이근, 심효생을 살해하였다.[1](제1차 왕자의 난 발발)
- 10월 14일(음력 9월 5일) - 조선 제2대 국왕 정종이 즉위함.

## 탄생
- 5월 13일 - 왕조의 중신 우겸. (~1457년)

### 미상
- 조선의 문신김신민(金新民)·류의손(柳義孫)·성염조(成念祖)·이보흠(李甫欽)

## 사망
- 7월 2일 - 명나라의 초대 황제 홍무제(洪武帝). (1328년~)
- 6월 13일 - 고려의 좌사의대부(左司議大夫) 문익점(文益漸). (1329년~)
- 10월 6일 - 조선의 봉화백(奉化伯) 정도전(鄭道傳), 의성군(宜城君) 남은(南誾), 부성군(富城君) 심효생(沈孝生), 참찬문하부사(參贊門下府事) 박위(朴葳), 상의문하부사(商議門下府事) 류만수(柳曼殊).

### 미상
- 조선의 계림군(雞林君) 김균(金稛). (1341년~)
- 조선의 광양부원군(光陽府院君) 이무방(李茂芳). (1319년~)
- 조선의 예문춘추관태학사 류구(柳玽).
- 고려의 낙성군(洛城君) 김선치(金先致).
- 조선의 예문춘추관학사(藝文春秋館學士) 안경량(安景良).

## 참고 문헌
- 춘추관 관원들 (1413). 《태조실록》.